# Micromia stabilis
Micromia stabilis är en fjärilsart som beskrevs av W. Warren 1906. Micromia stabilis ingår i släktet Micromia och familjen mätare. Inga underarter finns listade i Catalogue of Life.